# Chièvres
 (juin 2012).
Chièvres (en wallon Chieve) est une ville francophone de Belgique située en Région wallonne dans la province de Hainaut.

## Toponymie
Le nom « Chièvres » est dérivé du latin Cervia, c'est-à-dire Parc aux cerfs, ou même bois aux cerfs/biches/chevreuils.[réf. nécessaire] Mentionnée en 828 dans une œuvre d'Eghinhard[Laquelle ?] : « Quarta die post patrationem huius miraculi, id est 7 kal octobris, iuvenis quidam surdus et mutus, sinistra quoque manus contractus, nomine Hunwaldus de villa Cervio munucupata, cum ante sacras matyrum reliquias venisset atque ibi suppliciter orasset, statim per virtutem Christi, depulsis omnibus quibus afficiebatur, aut ex contractione nervorum in manu fuisset aliquo (...). » Cette graphie réapparaît vers 869-75.
On trouve plus tard[Où ?]
– Scirvia (1093-1110) ;
– Cirvia (1127) ;
– Cirve (1194, dans la charte-loi) ;
– Chilvia (1200)- Chirvia (1210).
« Chievres » est moderne. La forme est apparue dans le dernier quart du XVIe siècle, et s'est généralisée au XVIIe siècle[réf. nécessaire].

## Géographie

### Situation
Chièvres présente une altitude variant de 52,2 m au seuil de l’église à 80 m au hameau de Vaudignies. Son terrain est presque uni et son sol est argileux.
Elle est desservie par la route nationale N56 reliant Ath à Mons, étant située à 6 km d’Ath et à 18 km de Mons.
Elle est également traversée par plusieurs cours d’eau : au nord, la Dendre, affluent de l’Escaut, la Hunelle et, à l’ouest, le canal Blaton-Ath.

### Sections de commune
| # | Nom                 | Superf. (km²) | Habitants (2020) | Habitants par km² | Code INS |
| - | ------------------- | ------------- | ---------------- | ----------------- | -------- |
| 1 | Chièvres            | 21,55         | 3.364            | 156               | 51014A   |
| 2 | Tongre-Saint-Martin | 2,54          | 183              | 72                | 51014B   |
| 3 | Ladeuze             | 5,66          | 1.087            | 192               | 51014C   |
| 4 | Grosage             | 5,89          | 367              | 62                | 51014D   |
| 5 | Huissignies         | 6,13          | 1.297            | 212               | 51014E   |
| 6 | Tongre-Notre-Dame   | 5,22          | 627              | 120               | 51014F   |

## Démographie

### Démographie: Avant la fusion des communes
- Source: DGS recensements population

### Démographie: Commune fusionnée
En tenant compte des anciennes communes entraînées dans la fusion de communes de 1977, on peut dresser l'évolution suivante :
Les chiffres des années 1831 à 1970 tiennent compte des chiffres des anciennes communes fusionnées.
- Source: DGS , de 1831 à 1981=recensements population; à partir de 1990 = nombre d'habitants chaque 1 janvier[2]

## Histoire

### Un domaine gallo-romain et un alleu médiéval
Après la conquête de la Gaule belgique par les Romains, Ambiorix, roi des Éburons, se révolta. Jules César revint en Belgique, tint son quartier général à Mons, plaça cinq cohortes à sa gauche, sur les hauteurs de Fani-Mereurii (Blaton) et cinq autres à sa droite, au château de Chièvres. C'est ainsi qu'il vainquit, non loin de Blaton, les Nerviens commandés par Turnus, dont le camp se trouvait établi dans un endroit appelé Hériaumont
Le site de Chièvres fut certainement occupé par les Romains (notamment au hameau de la Neufville, aux environs de la ladrerie). Des indices nous permettent de penser qu'il était habité à l'époque mérovingienne.
Chièvres est citée pour la première fois dans la Translatio et Miracula SS. Marcellini et Petri, d'Éginhard (830). On y trouve la mention « de villa Cervo ».
Sous Charles le Chauve (869-875), Chièvres jouissait du droit de battre monnaie au nom du roi. On connaît au moins une pièce d'un denier, datée de 877, où l'on peut lire l'inscription « + CERVIA MONETA » (moneta était le terme utilisé pour désigner une ville frappant monnaie).
Jusqu'à la fin du XIIe siècle, Chièvres est un vaste alleu, propriété d'un important lignage connu depuis au moins 936 (Egbert de Chièvres). Les premiers membres de cette noble famille, probablement apparentée aux comtes de Hainaut, sont mal connus.
La dernière héritière de la famille, qui est aussi la plus connue est Ève de Chièvres.
En 1076, Chièvres est une des douze pairies du Hainaut

#### Histoire religieuse
L'église Saint-Martin de Chièvres relevait jadis partie du diocèse de Cambrai. En 1108, son autel fut donné à l'abbaye d'Eename par Odon, évêque de Cambrai. Nicolas de Chièvres, fils de Ide de Chièvres, fut évêque de Cambrai.
Le doyenné de Chièvres était fort étendu au XVe siècle ; il comportait près de 80 paroisses parmi lesquelles : Ath, Belœil, Condé (France), Flobecq, Herchies, Lessines, Sirault, Soignies… En 1559, plusieurs de ces paroisses furent détachées du doyenné de Chièvres pour former le décanat de Lessines.
En 1802, le nouveau doyenné de Chièvres fut formé des paroisses de : Arbre, Attre, Blicquy, Brugelette, Chièvres, Fouleng, Gages, Gibecq, Gondregnies, Grosage, Husseignies, Irchonwelz, Maffles, Mévergnies, Moulbaix, Ormeignies, Tongre-Notre-Dame, Tongre-Saint-Martin avec Ladeuze, Villers-Saint-Amand avec Villers-Notre-Dame.
Aujourd'hui, le doyenné de Chièvres est formé des paroisses de : Attre, Brugelette, Chièvres, Gages, Gondregnies, Grosage, Huissignies, Ladeuze, Mévergnies, Tongre-Notre-Dame, Tongre-Saint-Martin, Vaudignies et relève du diocèse de Tournai.

### Le stade pré-urbain
En 1180, à la mort d'Ève de Chièvres, les familles de Gavre et de Rumigny présidérent aux destinées de la ville de Chièvres.
Une première enceinte urbaine réduite est édifiée en 1181 et il existe un tonlieu sur des marchandises en 1186.
Nicolas de Rumigny, second fils de Hugues de Fagnolle, fut seigneur de Chièvres en partie ; il fut l'un des chefs du parti des Ronds. Il mourut sans postérité, laissant sa terre de Chièvres à son neveu Nicolas le Bègue. Celui-ci la vendit à son cousin Jean d'Avesnes, comte de Hainaut le 7 décembre 1289.

### La «bonne ville»
Dotée d'une charte-loi (1194) qui lui accorde un statut juridique privilégié, Chièvres est désormais une « franche ville » du comté de Hainaut. La taille de 92 livres, qui était perçue à la Saint-Rémy (ler octobre), subsista longtemps, au moins jusqu'au XVIIIe siècle.
Chièvres va évoluer vers le stade urbain. Un marché du mardi est attesté depuis 1336. Une foire aux chevaux est établie en 1363. La ville compte 470 foyers (1365). Entre 1366 et 1388, la ville reçoit une seconde enceinte urbaine et est défendue par des archers et des arbalétriers (attesté en 1382).
La nouvelle draperie (1389) apporte la prospérité. On constate l'existence de nombreux métiers et la présence de Lombards à la halle au grains.
En 1406, Chièvres devient une des « bonnes villes » du Hainaut.
1411 voit l'affranchissement des bâtards et des aubains de la mortemain.
La ville est admise aux États du Hainaut en 1413.

### Le déclin
C'est à ce moment que les calamités s'abattent sur la ville : la peste de 1414, trois incendies (1439,1459 et 1476). Deux tiers des maisons sont détruites, la draperie disparaît, la pauvreté fait son apparition. Chièvres retourne petit à petit au stade rural, d'autant plus qu'Ath polarise toute l'activité économique de l'époque.
En 1430, la duchesse Jacqueline de Bavière cède sa part de Chièvres à Antoine de Croy, premier chambellan du duc de Bourgogne. Celui-ci achète au duc d'Orléans une moitié de la ville de Chièvres et, en 1473, l'autre moitié lui fut donnée par le duc de Bourgogne. C'est ainsi que Chièvres entra dans la maison de Croÿ.
Petit-fils d'Antoine de Croÿ, Guillaume de Croÿ fit entrer le nom de Chièvres dans l'histoire : archétype du grand seigneur "Bourguignon", il fut nommé précepteur du futur Charles Quint. Sachant apporter son affection au jeune prince esseulé, il en devint son conseiller le plus écouté.
La terre de Chièvres passa dans la maison d'Egmont par le mariage, en 1659, de Marie Fernande de Croy, chanoinesse de Sainte-Waudru, à Mons, avec Philippe Lamoral, comte d'Egmont, lequel mourut en 1682.
Ensuite cette seigneurie appartint à la famille Pignatelli par le mariage de Marie-Claire Angélique d'Egmont avec Nicolas Pignatelli. En 1714, Procope Marie d'Egmont-Pignatelli en hérite.
Les nombreuses guerres du XVIIe siècle, avec les incendies, les réquisitions, les contributions de guerre, le logement des soldats, achèvent de ruiner la localité. Sa population passe de 1304 habitants en 1636 à 858 dès 1660. Vauban envisagea de la fortifier mais le projet ne sera jamais réalisé.
En 1789 (révolution française), la seigneurie de Chièvres cessa d'exister et les biens furent vendus à divers particuliers.
La fin du XVIIIe siècle apporte une certaine stabilité. En 1798, la population est de 2 115 habitants pour une superficie de 2 160 ha.
Chièvres est vouée à l'agriculture et l'élevage et ne porte plus de ville que le nom, en « considération de sa fortune passée » (arrêté royal de 1825).
Aujourd'hui, encore, petit centre commercial, malgré la présence de la base militaire de l'OTAN, l'activité économique est réduite et ne rappelle que faiblement la gloire passée de la cité.

### Histoire de l'aérodrome
Dans les derniers mois de 1917, l'aviation allemande avait commencé à construire un aérodrome à Chièvres. Les appareils de l'époque étant peu exigeants, un simple terrain plat suffisait à leur décollage et atterrissage. Pendant l'hiver 1939-1940, les Belges remirent en état le champ d'aviation de Chièvres.
Dès le 20 mai 1940, les Allemands, qui se souviennent de leur initiative de 1914-1918, reprennent le même projet et rendent opérationnel l'aérodrome de Chièvres. Du 22 octobre 1940 au 3 janvier 1941, la base accueille le  43° Stormo BT (bombardement, sur Fiat BR.20M) et la 172a Squadriglia RST (reconnaissance stratégique, sur Cant Z.1007bis) du Corpo Aereo Italiano qui est envoyé par Mussolini pour bombarder l'Angleterre. Rapidement, il s'étend sur 500 hectares pour atteindre, en 1944, 1500 hectares. Les pistes en béton, au nombre de deux, ont 56 m de large et 2 km de longueur. Dans l'axe des pistes d'envol, les Allemands font couper le dessus des toits des maisons environnantes car les avions lourdement chargés (bombes et carburant) avaient beaucoup de peine à prendre de l'altitude. De plus, les Allemands établissent une ligne ferrée partant de la station de Mévergnies. Ils construisent également des hangars et des casernes. Une très grande citerne pour carburant est amenée sur la place de Chièvres. Elle ne put passer par la Grand-Place vers l'aérodrome et fut enterrée sur la place même. En juillet 1944, la base est la première de Belgique à recevoir la visite d'avions à réaction allemands.
En septembre 1944, tous les avions allemands quittent Chièvres et, le lendemain, deux avions de la R.A.F. s'y posent. Les alliés l'occupent jusqu'en 1947.
Le 6 mars 1947, l'aviation militaire belge reprend la base aérienne de Chièvres. Signalons la présence de la patrouille acrobatique "Les Diables Rouges" à Chièvres pendant plusieurs années.
Le 1er janvier 1968, la base de Chièvres est cédée au SHAPE.
L'aérodrome possède un code AITA : CHE.
code ICAO : EBCV.

## Armoiries
|  | Blason de Chièvres Blasonnement : De gueules à trois lions rampants couronnés d’or posés 2 et 1, les deux du chef adossés. - Délibération communale : 2 août 1978 - Arrêté royal : 16 mai 1980 - Moniteur belge : 12 septembre 1980 |

## Politique et administration

### Liste des bourgmestres de 1830 à aujourd'hui
- Bruno Lefebvre (PS) 2012-2018.

- Claude Demarez (MR) 2018-2021.

- Olivier Hartiel (PS) 2021-2024.

- Zoë Delhaye (MR) 2024-.

### Conseil et collège communal 2024-2030
Ci-dessous, le tableau des résultats des élections communales de 2024.
| Parti | Parti          | Voix (2024) | Voix (2018) | % (2024) | % (2018) | +/-     | Sièges  | +/-  | Collège |
| ----- | -------------- | ----------- | ----------- | -------- | -------- | ------- | ------- | ---- | ------- |
|       | ECOLO          | 307         | 908         | 6,72%    | 20,28%   | 13.56 % | 0 / 19  | 3.0  | Non     |
|       | PS             | 1.606       | 1.857       | 35,13%   | 41,47%   | 6.33 %  | 7 / 19  | 0.0  | Non     |
|       | Commune En Vie | 2.658       | -           | 58,15%   | -        | 0.0 %   | 12 / 19 | 12.0 | Oui     |
|       | MR             | -           | 1.713       | -        | 38,25%   | 0.0 %   | - / 19  | 7.0  | Non     |
| Total | Total          | 4 571       | 4 478       | 100 %    | 100 %    |         | 19      |      |         |

Collège communal
| Collège communal   |                   |                     |
| ------------------ | ----------------- | ------------------- |
| Bourgmestre        | Zoë Delhaye       | MR - Commune En Vie |
| 1er Échevin        | Claude Demarez    | MR - Commune En Vie |
| 2e Échevin         | Frédéric Jonckers | MR - Commune En Vie |
| 3e Échevin         | Raphaël Labie     | LE - Commune En Vie |
| 4e Échevine        | Joëlle Theus      | MR - Commune En Vie |
| Présidente du CPAS | Eglantine Gossuin | SE - Commune En Vie |

Conseil communal
Commune En Vie :
- Réal Duquesne (MR) ;
- Alexandre Maes (SE) ;
- Léa Vandenneucker (SE) ;
- Joëlle Hennemanne (LE) ;
- Délphine Goossens (MR) ;
- Eric Vandenbroeck (MR).

Partie Socialiste :
- Olivier Hartiel ;
- Remy Bette ;
- Anabelle Mahieu ;
- Kevin Lecomte ;
- Marie-Claude Leroy ;
- Valérie Voronine ;
- Jordan Birlouet.

Conseil de l'action social 
Commune En Vie :
- Eglantine Gossuin (présidente du CPAS) ;
- Alix Lartigue (MR) ;
- Renzo Bertolutti (SE) ;
- Véronique Hiolle (MR) ;
- Carine Decoster (MR);
- Patrick Tilly (SE) .

Partie Socialiste :
- Sophie Dessoignies ;
- Nicolas Martin ;
- Inge Paelinck.

### Jumelage
- Gołuchów (gmina) (Pologne)

## Patrimoine, musées et traditions

### Curiosités et musées
- L'église Saint-Martin fut 'entièrement rebastie, accomplie et béniste' en 1543. La tour fut détruite par un colonel français en 1684 et restaurée en 1705. L'église connût diverses campagnes de restauration vers 1750, 1876, 1931[8]. Gravement endommagée durant la Seconde Guerre mondiale, elle fut rouverte au culte en 1950.

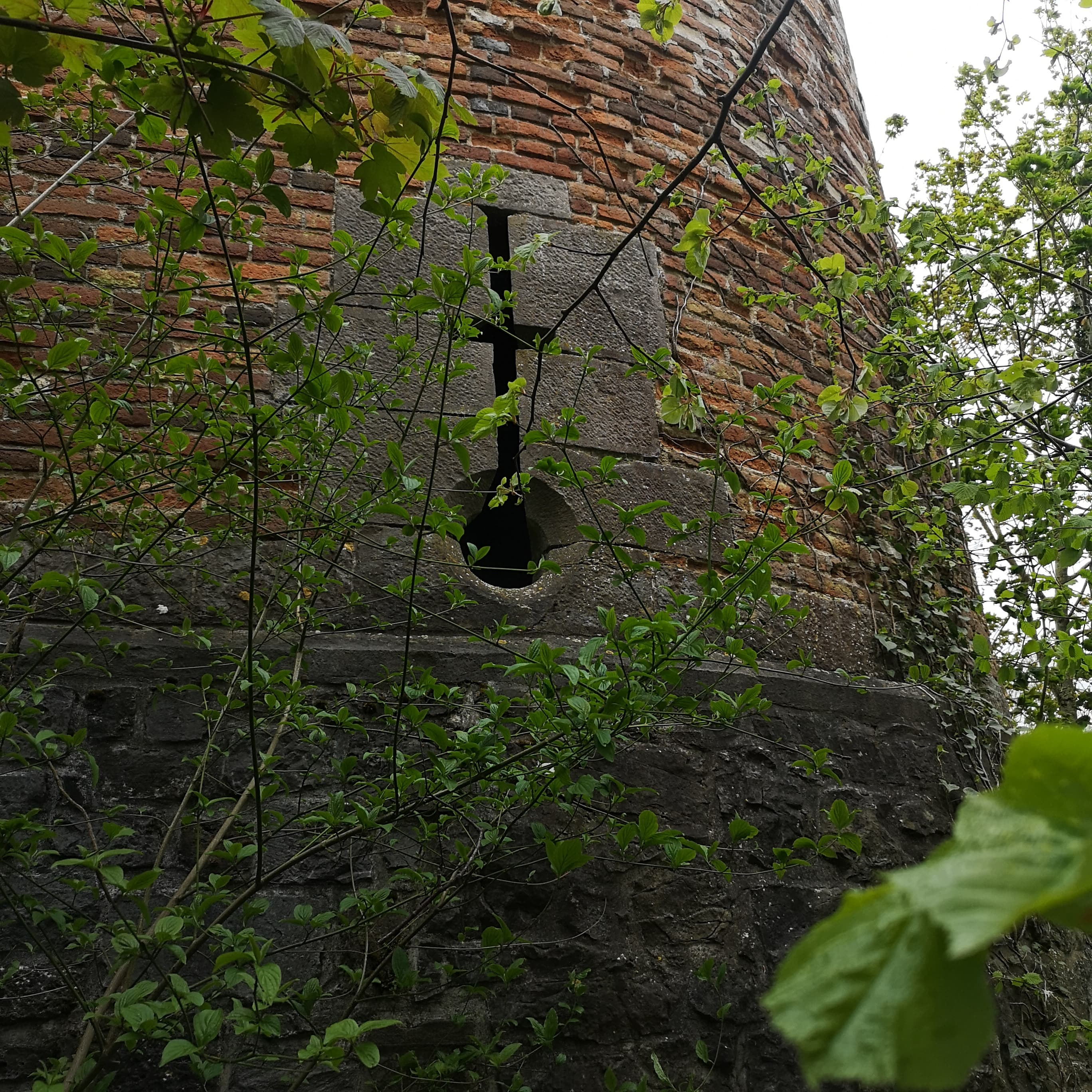
Une archère-canonnière située au rez-de-chaussée de la tour de Gavre.

- Rempart adjacent à la tour de Gavre à Chièvres.  La tour de Gavre. Une archère-canonnière située au rez-de-chaussée de la tour de Gavre. Les remparts et la tour de Gavre sont les derniers éléments témoignant des différentes phases de fortification qu’a connues la ville[9]. Les remparts sont érigés par la ville entre 1366 et 1388 selon la volonté du Comte de Hainaut, Aubert de Bavière[10]. En 2021, l’élément le mieux conservé est la tour de Gavre qui se situe à proximité de l’église Saint-Martin. La tour est un monument classé depuis le 12 novembre 1954. Dès sa construction en 1436, la tour de Gavre sert de site défensif. Elle est située au nord-ouest de la ville. Elle compte quatre niveaux[11], dont le rez-de-chaussée qui dispose de trois archères-canonnières.

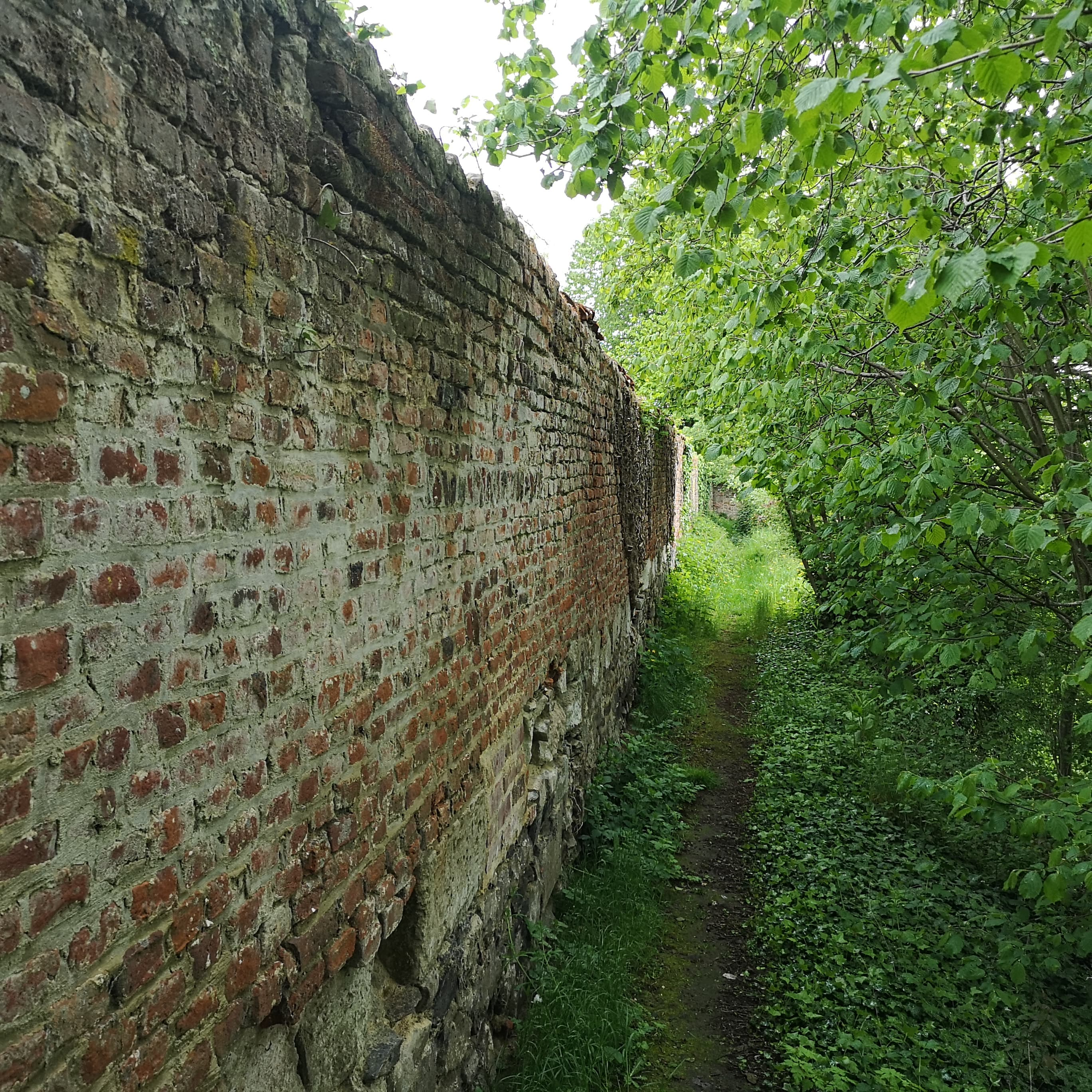
Rempart adjacent à la tour de Gavre à Chièvres.

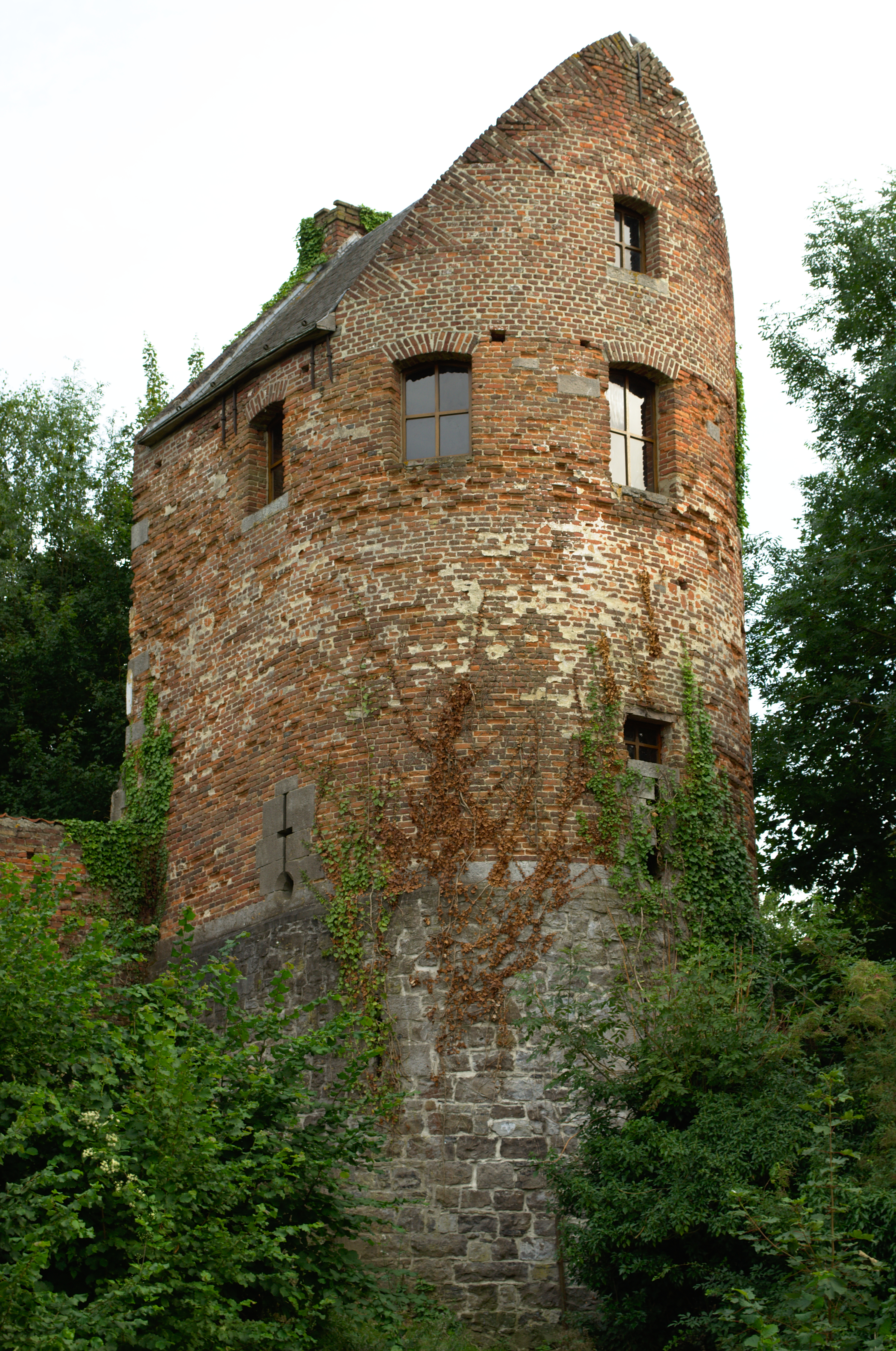
La tour de Gavre.

- La Chapelle Saint-Jean-Baptiste de Chièvres fut érigée par Eve de Chièvres hors les murs de la ville et sa dotation fut faite en faveur de l'Ordre de Saint-Jean de Jérusalem,en dernier lieu de Malte[8]. Cette chapelle a gardé sa forme primitive. On y célèbre la Fête de la Saint-Jean.

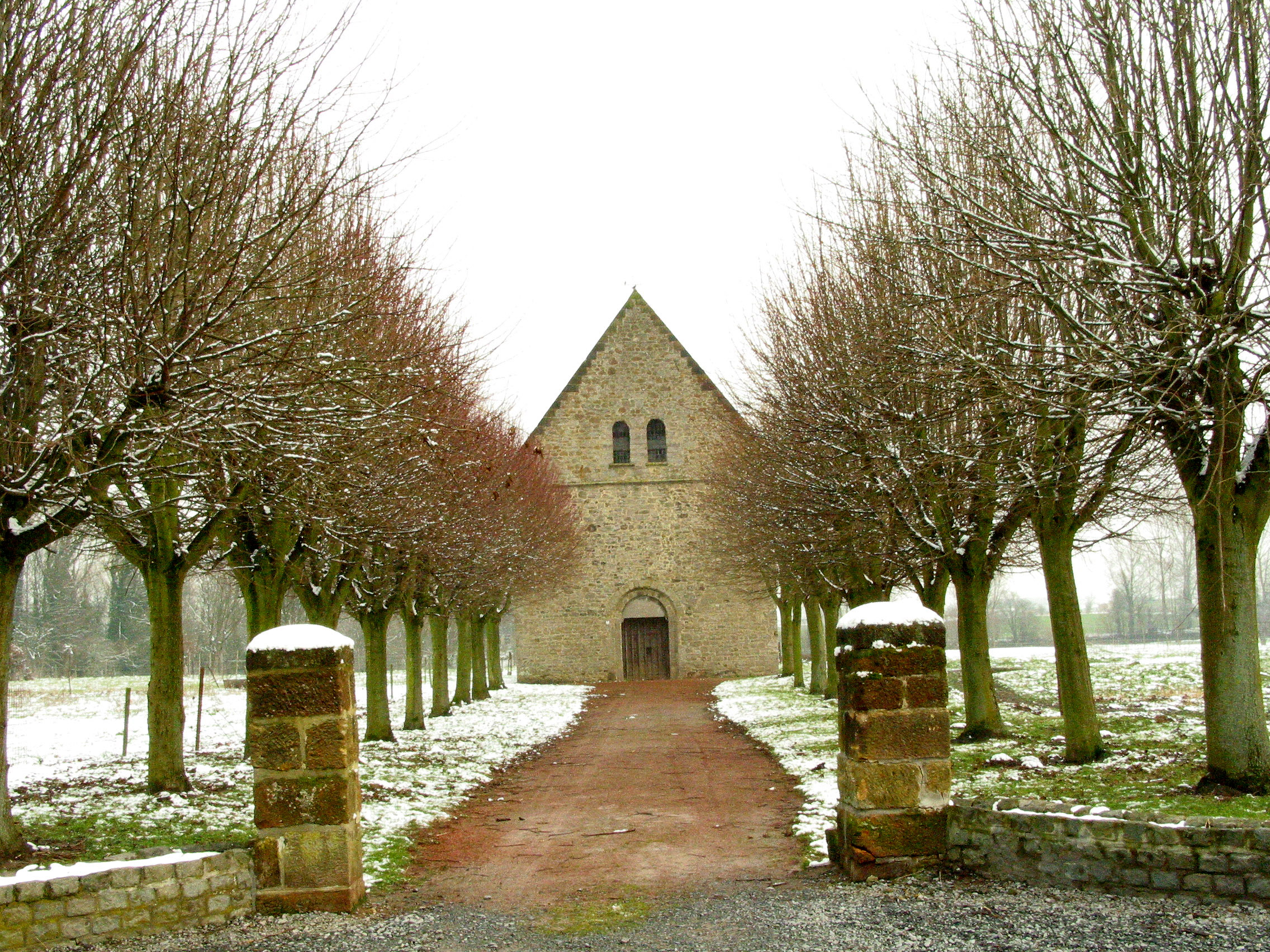
La chapelle Saint-Jean-Baptiste (XIIe siècle)

- La chapelle Notre-Dame de la Fontaine, consacrée en 1893, remplace une chapelle fondée en 1130, richement dotée, qui fut démolie en 1798[8].

- La ladrerie fondée en 1126 est une ancienne léproserie. Intégrée à des bâtiments de ferme, elle est composée d'une nef romane du XIIe siècle et d'un chœur ogival du XIIIe siècle.

- Le Musée International de la Base Aérienne de Chièvres.
- La ferme de Calbreucq.
- À Huissignies : le musée de la vie rurale.
- À Grosage : le petit musée du pain.
- À Huissignies : le château Malaise.

### Les traditions

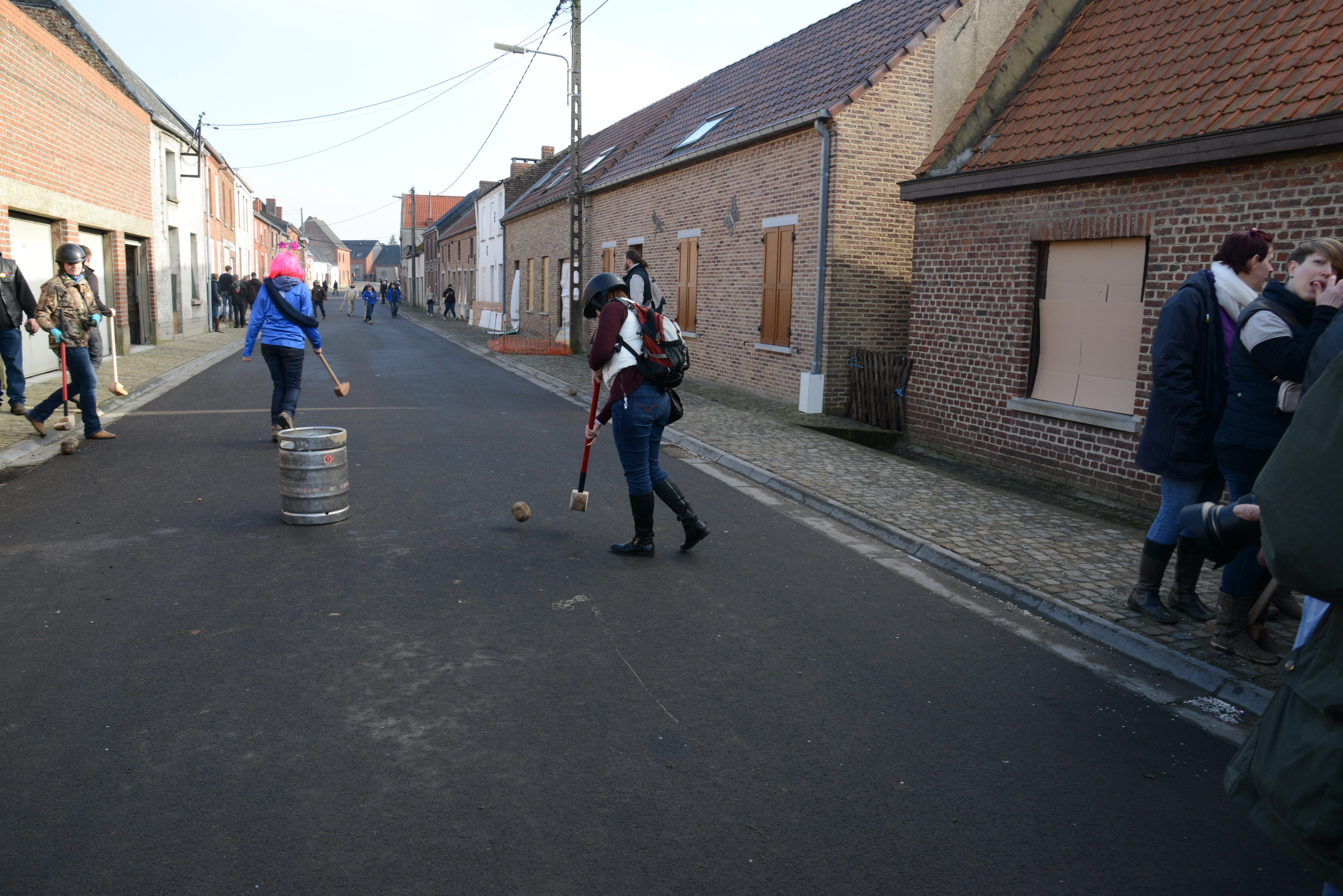
"Crocheux" cholant près d'une tonne.

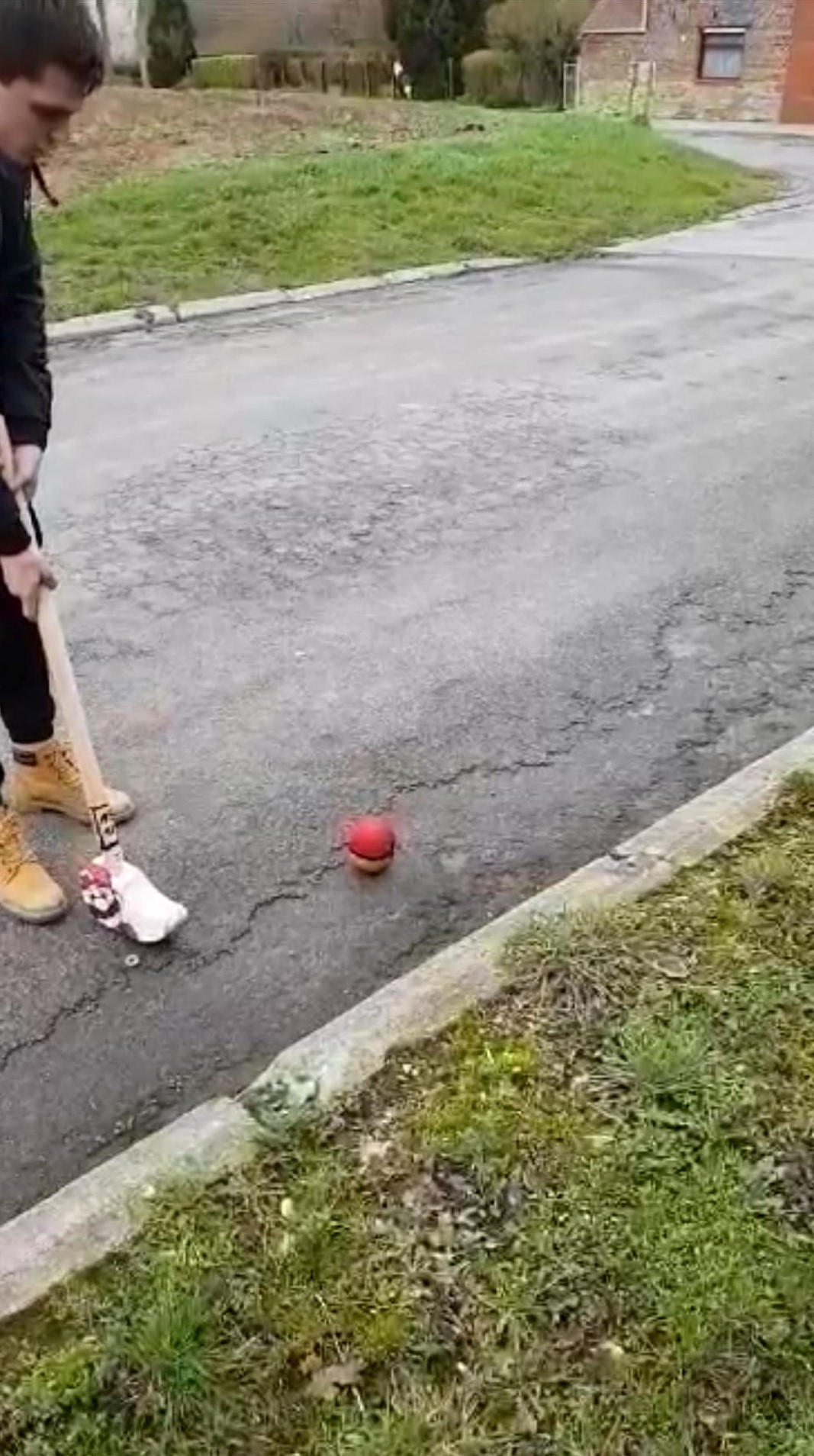
Crosseur avec sa crosse et sa cholette.

- « Eul crochage à l’tonne » (en français : le crossage à la tonne) se déroule à Chièvres et à Vaudignies. Il s’agit d’un jeu traditionnel pratiqué le mercredi des Cendres, le premier jour du carême, le lendemain du Mardi gras. « Eul crochage à l’tonne » débute à midi et se termine au coucher du soleil[12]. Lors du crossage, les participants forment deux équipes de deux ou trois « crocheux » (en français : crosseurs) qui s’affrontent d’une tonne à l’autre. D’ordinaire, les tonnes sont des futs de bière métalliques. Le crosseur possède sa propre crosse avec laquelle il frappe, lorsque vient son tour, dans la cholette en bois qui est commune aux deux équipes. L’objectif est, pour l’équipe qui « chole » (vers la tonne), d’atteindre la prochaine tonne en respectant le nombre de coups annoncés au préalable. L’autre équipe aura pour but de « décholer » afin que les adversaires ne valident pas leur objectif. À la tonne suivante, les deux équipes inversent leur rôle. Les tonnes sont nombreuses et disséminées dans plusieurs rues de Chièvres et de Vaudignies. Le jour du crossage  « à l’tonne », les rues où se trouvent les tonnes sont fermées à la circulation[12]. À partir de l’an 2000, des soumonces sont organisées deux semaines avant le crossage. Il s’agit d’un événement visant à élire le roi et la reine pour la nouvelle édition du crossage[13]. Les soumonces sont organisées dès 2015 dans les rues du hameau de Horimetz (entre Chièvres et Vaudignies). Depuis 2018, un nouveau crossage vient s’ajouter à celui de Chièvres et Vaudignies, il est organisé le samedi après le mercredi des Cendres dans le village de Grosage[14]. Pour l’édition 2020, 23 tonnes étaient présentes à Chièvres, 11 à Vaudignies et 14 à Grosage[15]. En raison de la crise sanitaire liée au COVID-19, l’édition du  crossage « à l’tonne » 2021 a été annulée[16].
- La procession du pèlerin qui remonte à l'année 1570, à la suite d'une guérison jugée miraculeuse[8]. Ensuite, de nombreux miracles[17] amplifient la procession qui se déroule le dimanche entre l'Ascension et la Pentecôte.
- La ducasse Saint-Jean ou Fête de la Saint-Jean avec l'allumage du feu tous les 23 juin.
- La ducasse à l'berdouille de Huissignies

## Personnalités
- Ève de Chièvres.
- Gilles de Chin.
- Gérard Le Rond.
- Guillaume de Croÿ.
- Alphonse Cabra (1862-1932), général dans l'armée belge et explorateur dans l'État indépendant du Congo, né à Chièvres.
- Dudley Gordon (1883-1972), libérateur de la ville en 1918.
- Erwin Van Pottelberge (1970-), auteur de bande dessinée et un artiste storyboard pour les séries d'animation.
- Émilie Dequenne (1981-2025), actrice. Elle a vécu à Vaudignies dans l'entité de Chièvres.
- Auguste Criquelion.
- Jean De Bay, censier à Bauffe et ensuite à Lombise, né vers 1470 à Chièvres et père de Michel De Bay, théologien à l'université de Louvain.
- Jean-Pierre Dauby.

### Sources bibliographiques

#### Sources, répertoires de sources, inventaires
- M.-A. ARNOULD, « Le plus ancien acte en langue d’oïl : la charte-loi de Chièvres (1194) », dans Hommage au professeur Paul Bonenfant (1899-1965), Bruxelles, 1965, p. 85-118.

- M.-A. ARNOULD, « Une charte probablement romane du XIIe (Chièvres 1195) », dans Miscellanea medievalia in memoriam Jan Frederik Niermeyer, p. 257-266.

- J. DERAMAIX, « Ville de Chièvres. Archives communales », dans Inventaires sommaires des petites archives du Hainaut, t. I, 1911, p. 110-144.

- G. HANSOTTE, Inventaire des archives de la ville de Chièvres, 1404-1918, Bruxelles, 1948.

- R. WELLENS, « Inventaire Chièvres », dans Inventaires. Archives Générales du Royaume, n° 456, Bruxelles, 1976, p. 61-64.

- « Chièvres », dans G. WYMANS, R. WELLENS et C. DUMONT, Archives de cures : Inventaires, t. 1, Bruxelles, 1976, p. 61-63.

### Histoire générale
- P. BAUWENS, Chièvres. « Bonne ville du Hainaut », Gembloux, 1972.

- J. DELMELLE, « Chièvres et ses souvenirs », dans Hainaut tourisme, n° 164, 1974, p. 93-97.

- L. DEVILLERS, « Notice historique et archéologique sur la ville de Chièvres », dans Annales du cercle archéologique de Mons, t. VII, 1868, p. 165-209.

- C. PERE, « Notice historique sur la petite ville de Chièvres », dans L’Echo de la Dendre, 14 et 28 octobre 1858 ; 11 et 25 novembre 1858 ; 9 et 23 décembre 1858, 6 et 20 janvier 1859 ; 3 février 1859.

- L.-A.-J. PETIT, « Histoire de la ville de Chièvres », dans Annales de l’académie d’archéologie de Belgique, t. XXXVI, 1880, p. 157-306.

- M. VAN HAUDENARD, Histoire de la ville de Chièvres, Bruxelles, 1923.

- M. VAN HAUDENARD, Histoire de la ville de Chièvres, 2e éd., Bruxelles, 1933.

- M. VAN HAUDENARD, « Histoire de la ville de Chièvres », dans Annales du cercle archéologique d’Ath, t. VIII, 1922, p. 45-96 ; t. IX, 1923, p. 1-83 ; t. X, 1923, p. 1-84 ; t. XI, 1924, p. 1-88.

- M. VAN HAUDENARD, « Chièvres », dans Dictionnaire historique et géographique des communes du Hainaut, Bruxelles, 1940, p. 21-63.

- La société chièvroise d’expansion touristique (sous la dir. de), Connaissez-vous Chièvres … ?, Chièvres, s.d.

#### Histoire par époque
- M.-A. ARNOULD, Les « franches vérités »à Chièvres, dans Bulletin de l’institut d’archéologique liégeois, t. XX, 1986, p. 15-30.

- P. DERAMAIX, Notice sur la délivrance de la ville de Chièvres, Chièvres, 1918.

- J. DEWERT, « Les Ronds en Hainaut », dans Wallonia, t. XIII, 1905, p. 73-84.

- M. DE WAHA, « In viribus suis castrum de Ath construxit. L’opposition entre Chièvres et Ath au XIIe siècle », dans L’archéologie en Hainaut occidental (1983-1988), Comines, 1988, p. 101-122.

- Michel De Waha, Du Carolingien à la base aérienne, heurs et malheurs de Chièvres, Agence Wallonne du patrimoine, coll. « Carnets du patrimoine » (no 70), 2010, 56 p. (ISBN 978-2-87522-006-6)

#### La ville dans l’espace
- A. DELCOURT, Le puits gallo-romain de Chièvres, dans Annales du cercle archéologique d’Ath, t. XLVI, 1976-1977, p. 13-28.

- M. DE WAHA, Chièvres : protection de l’enceinte médiévale, dans L’archéologie en Hainaut occidental (1983-1988). Catalogue de l’exposition organisée à Comines du 17 septembre au 16 octobre 1988, Comines, 1988, p. 83-99.

- J.-P. DUCASTELLE et J.-P. DUGNOILLE, Sauvetages et découvertes à Chièvres, dans Bulletin du cercle archéologique d’Ath, 1971, p. 50-52.

- J.-P. DUCASTELLE, Chièvres n’a pas encore livré tous ces secrets, dans Hainaut tourisme, n° 131, 1968, p. 187-191.

- J. DUFRASNES, Chièvres : traces d’occupation romaine au hameau de Vaudignies, dans Chronique de l’archéologie wallonne, t. IX, Namur, 2001, p. 48.

- J. DUFRASNES, Chièvres : traces d’occupation gallo-romaine à proximité du ruisseau de Beaumont, dans Chronique de l’archéologie wallonne, t. VII, Namur, 1999, p. 33.

- J. DUFRASNES et E. LEBLOIS, Fourreau de couteau gallo-romain provenant de Chièvres (B), dans Instrumentum, 19, juin 2004, p. 23-24.

- J. DUGNOILLE, L’enceinte médiévale de Chièvres, dans Périodique communal d’informations, n° 16, juin 1996, Chièvres, p. 9.

- Ch. FREBUTTE, Chièvres/Ladeuze : hameau laténien et tombes gallo-romaines, dans Sur la voie de l’histoire. Archéologie et TGV, Namur, 1996, p. 121-124.

- Ch. FREBUTTE, Chièvres/Ladeuze : hameau laténien et vestiges gallo-romains, dans Chronique de l’archéologie wallonne, t. IV-V, Namur, 1996-1997, p. 60.

- D. INGELS, Chièvres : structure funéraire et occupations protohistoriques, vestiges gallo-romains, dans Sur la voie de l’histoire. Archéologie et TGV, Namur, 1996, p. 125-128.

- D. INGELS, Chièvres : un habitat hallstattien au moulin de la Hunelle, dans Sur la voie de l’histoire. Archéologie et TGV, Namur, 1996, p. 125-128.

- D. INGELS, Chièvres : aménagements défensifs des XIVe et XVe siècles, dans Le patrimoine archéologique de Wallonie, t. IV-V, Namur, 1995-1996, p. 39-40.

- D. INGELS, Chièvres. Découverte d’une tour de l’enceinte du XVe siècle, dans Le patrimoine archéologique de Wallonie, Namur, 1997, p. 517-519.

- D. INGELS, Chièvres : occupations protohistoriques et romaine sur les hauteurs de la Hunelle, dans Chronique de l’archéologie wallonne, t. IV-V, Namur, 1996-1997, p. 59.

- D. INGELS, Chièvres : occupations protohistoriques et romaine, dans Chronique de l’archéologie wallonne, t. IV-V, Namur, 1996-1997, p. 61.

- Th. MATHIEU, Découverte d’un tronçon de la deuxième enceinte urbaine de Chièvres (XIVe siècle), dans Bulletin du cercle archéologique d’Ath, n° 159, p. 435-441.

- E. POUMON, Vieilles cités du Hainaut, Chaumont-Gistoux, 1970.

- H. ROUSSEAU, Chièvres en cartes postales anciennes avec quelques images de Tongre-Saint-Martin, Zaltbommel, 1973.

- Ch. RUELENS (sous la dir. de), Atlas des villes de la Belgique au XVIe siècle. Cent plans du géographe Jacques de Deventer, 4e livr., Bruxelles, 1886.

- G. SMET, Du nouveau à Chièvres… « Le moulin de la Hunelle, dans Hainaut tourisme, n° 223, 1984, p. 59-61.

- O. VRIELYNCK et B. DURBISE, Chièvres : sites de l’Âge du Fer dans la vallée de la Hunelle et près du Bois de la Folie, dans Chronique de l’archéologie wallonne, t. VIII, Namur, 2000, p. 35.

- O. VRIELYNCK et P.-Ph. SARTIAUX, Chièvres : découverte d’un bâtiment gallo-romain au lieu-dit « Champ des Enfers », dans Chronique de l’archéologie wallonne, t. VIII, Namur, 2000, p. 42-43.

- M. DE WAHA, Fortifications et site fossoyés dans le nord du comté de Hainaut. Aspects archéologiques, historiques et monumentaux. Thèse de doctorat défendue à l’ULB, 1982-1983.

- M. DE WAHA, Chièvres : protection de l’enceinte médiévale, dans L’archéologie en Hainaut occidental, Comines, 1988, p. 83-99.

- D. WILLEMS, Chièvres/Huissignies et Tongre-Notre-Dame : indices d’occupations romaines, dans Chronique de l’archéologie wallonne, t. IV-V, Namur, 1996-1997, p. 22.

- D. WILLEMS, Chièvres/Tongre-Notre-Dame : réseaux de fossés du Second Âge du Fer et de l’époque romaine, dans Chronique de l’archéologie wallonne, t. IV-V, Namur, 1996-1997, p. 61.

- T. WIBAUT, Chièvres : découverte d’un site protohistorique, dans Chronique de l’archéologie wallonne, t. VII, Namur, 1999, p. 30.

- Chièvres, dans Le patrimoine monumental de la Belgique, t. XIII : vol. 2, Liège, 1988, p. 565-635.

- L’enceinte urbaine : le cas de Chièvres, dans La mémoire des pierres, Bruxelles, 1990, p. 13-15.

- Restes du château seigneurial des Comtes d’Egmont à Chièvres, dans Bulletin du cercle archéologique de Mons, 3e sér., 1868-1876, p. 261.

#### Toponymie et sciences auxiliaires
- F. BELS, Les mesures anciennes utilisées dans les localités de l'entité de Chièvres sous l'Ancien Régime, dans Bulletin du cercle archéologie d'Ath, 1979, p. 2-7.

- J. DE BUISSERET, Epitaphe d’Étienne de Guise en l’église de Chièvres, dans Bulletin du cercle archéologique de Mons, 4e sér., 1877-1884, p. 144-146.

- J. MONOYER, Armorial officiel du Hainaut. La province, les villes, les communes, dans Annales du cercle archéologique de Mons, t. XX, 1887.

- Ed. PONCELET, Sceaux et armoiries des villes, communes et juridictions du Hainaut ancien et moderne, dans Annales du cercle archéologique de Mons, t. XXXIV, 1904-1905.

- P. SARTIAUX et M. SOUMOY, Chièvres : église Saint-Martin, surveillance des travaux, dans Chronique de l’archéologie wallonne, t. I, Namur, 1993, p. 42.

#### Histoire économique et sociale
- M.-A. ARNOULD, La ville de Chièvres et sa draperie (XIVe – XVIe siècles), dans Annales du cercle archéologique d’Ath, t. XXIX, 1943, p. 105-157 ; dans Bulletin scientifique de l’Institut supérieur de commerce de la province de Hainaut, t. II, 1954, p. 45-107.

- P. BAUWENS, La structure de la population de la ville de Chièvres en 1798, dans Contributions à l’histoire économique et sociale, t. III, 1964-1965, p. 71-103.

- P. BAUWENS, La population des paroisses de Chièvres et de Grosage aux XVIIe et XVIIIe siècles (1607-1798), dans Annales du cercle archéologique d’Ath, t. XLII, 1967-1969, p. 5-183.

- H. BREMEN, L’aumône des pauvres à Chièvres aux XVIIe et XVIIIe siècles. Contribution à l’histoire de l’assistance publique, mémoire présenté à l’ULB en 1957.

- N. DELHAYE, Les finances de la ville de Chièvres de 1577 à 1715, mémoire présenté à l’ULB en 1957.

- A. FRANCOIS, Chièvres. L’occupation allemande dans la province de Hainaut (1940-1944), Louvain-La-Neuve, 1998.

- L. HANNECART, Les établissements de bienfaisance à Chièvres au XIIe siècle, dans Annales de la société belge d’histoire des hôpitaux, t. I, 1963, p. 19-28.

- L. HANNECART, Les finances de la ville de Chièvres de 1577 à 1715, dans Annales du cercle archéologique d’Ath, t. XLV, 1973, p. 5-99.

- G. NISOLLE, Les comptes de l’église paroissiale de Chièvres aux XVIIe et XVIIIe siècles, Chièvres-Louvain-La-Neuve, 1999.

- M. VAN HAUDENARD, Note sur les biens possédés au XIIIe siècle par les Sœurs grises de Chièvres, dans Annales du cercle archéologique d’Ath, t. I, 1912, p. 79-90.

- M. VAN HAUDENARD, La draperie aux pays d’Ath, de Chièvres et de Lessines, dans La vie wallonne, t. X, p. 41-46.

- W. DE KEYSER, Un témoin de la lèpre en Hainaut : la bonne maison Saint-Ladre de Chièvres, dans Epidémies et endémies à Ath et en Hainaut du Moyen Âge au XIXe siècle, t. XIII, 1998, p. 15-36.

- La mutualité chrétienne de Chièvres : 1888-1988, Bruxelles, 1988.

#### Histoire politique et institutionnelle
- Cl. BRONCHART et D. LECLERCQ, Il y a 800 ans… La charte-loi de Chièvres, 2e éd., Chièvres, 1997.

- G. DESCAMPS, Les communes de l’arrondissement d’Ath, Mons, 1908.

- L. DESCAMPS, Le conseil souverain du Hainaut à Chièvres en 1615, dans Annales du cercle archéologique de Mons, t. XXX, 1901, p. 215-221.

- Périodique communal d’informations

#### Histoire religieuse
- F. CARLIER, Église Saint-Martin à Chièvres, dans Le patrimoine du pays d’Ath, 1980, p. 147-151.

- Q. CRIGNON, Vray rapport des miracles très signaléz faits à Chievres à la chapelle qu’on dit N. D. de la Fontaine, Ath, 1616.

- G. DESCAMPS, Épisode du droit d’asile à Chièvres, dans Annales du cercle archéologique de Mons, t. XVI, 1880, p. 740-742.

- L. DESCAMPS, La chapelle de Guise en l’église Saint-Martin de Chièvres, dans Annales du cercle archéologique de Mons, t. XXIX, 1900, p. 231-238.

- E. FOURDIN, Acte d’acquisition d’une rente par les Sœurs grises de Chièvres, pour une somme reçue de Michel de Bay, dans Analectes pour servir à l’histoire ecclésiastique de la Belgique, t. X, 1873, p. 449-452.

- A. HENNEPIN, Exorcismes à Attre et à Chièvres en 1675, dans Annales du cercle archéologique de Mons, t. XXVII, 1897, p. 273-281.

- Ed. ROLAND, Chièvres, sa chapelle romane de Saint-Jean-Baptiste, dans Hainaut tourisme, n° 103, 1963, p. 49-52.

- M. VAN HAUDENARD, Histoire de Notre-Dame de la Fontaine vénérée dans la ville de Chièvres, Chièvres, s.d.

- M. VAN HAUDENARD, La confrérie de la Chandelle à Chièvres, dans La Terre wallonne, t. XI, 1925, p. 302-304.

- Chièvres, dans J.-J. VOS, Les paroisses et les curés du diocèse actuel de Tournai, t. VII, Bruxelles, p. 82-93.

- J. WEALE, Objets d’art des églises de Chapelle-à-Wattines, Basècles, Braffe et Chièvres, dans Annales du cercle archéologique de Mons, t. I, 1857, p. 321.

- Chièvres : Chapelle Notre-Dame de la Fontaine. La chapelle de la Ladrerie, dans Calvaires et chapelles en Hainaut, t. I, 1955, p. 16-20.

- Histoire des miracles de Notre-Dame de la Fontaine en la ville de Chièvres en Hainaut. Comme aussi des grâces et faveurs accordées à ceux qui l’implorent à son image miraculeuse audit lieu, Bruxelles, 1864.

- C-J. Lafontaine, Histoire des miracles de Notre-Dame de la Fontaine en la ville de Chièvres en Hainaut, 1877.

- Rapport des Sœurs de la Visitation en leur monastère de Chartres-Chièvres à leur supérieure générale, Chièvres, 1920.

#### Histoire culturelle, sciences et enseignement
- P. WYNANTS, L’instruction des filles pauvres à Chièvres au XIXe siècle, dans Annales du cercle archéologique d’Ath, t. L, 1983-1984, p. 341-363.